# Noel (cidade)
Noel é uma cidade localizada no estado americano de Missouri, no Condado de McDonald.

## Demografia
Segundo o censo americano de 2000, a sua população era de 1480 habitantes.
Em 2006, foi estimada uma população de 1555, um aumento de 75 (5.1%).

## Geografia
De acordo com o United States Census Bureau tem uma área de
5,3 km², dos quais 5,2 km² cobertos por terra e 0,1 km² cobertos por água. Noel localiza-se a aproximadamente 257 m acima do nível do mar.

## Localidades na vizinhança
O diagrama seguinte representa as localidades num raio de 16 km ao redor de Noel.